# Saint-Médard-de-Guizières

Saint-Médard-de-Guizières este o comună în departamentul Gironde din sud-vestul Franței. În 2009 avea o populație de 2.347 de locuitori.

## Evoluția populației
| An        | 1975  | 1982  | 1990  | 1999  | 2006  | 2009  |
| --------- | ----- | ----- | ----- | ----- | ----- | ----- |
| Populație | 1.828 | 1.935 | 1.897 | 2.106 | 2.154 | 2.347 |